# Reichstag zu Worms (1122)
Der Reichstag zu Worms 1122 war eine Reichsversammlung, die vom 8. bis zum 23. September 1122 in Worms unter Kaiser Heinrich V. stattfand und deren Verhandlungen im Wormser Konkordat mündeten.

## Vorgeschichte
Seit etwa 100 Jahren schwelte zwischen den deutschen Königen und den Päpsten ein Machtkonflikt. Dabei ging es am Anfang eher um die Frage, wer über wen bestimmen dürfte. Könige und Päpste versuchten gegenseitig mehrmals, den anderen ab- und einen Nachfolger einzusetzen. So kam es zu Gegenkönigen und Gegenpäpsten. Nach dem Gang nach Canossa im Jahr 1077 verschob sich der Streit hin zu der Frage, wie Bischöfe und Äbte einzusetzen waren und welchen Anteil daran in welcher Form Papst oder König hatten.
1122 hatte der Streit die Realität soweit verändert, dass eine vertragliche Beilegung möglich schien. Dem diente die Reichsversammlung in Worms. Mit Schreiben vom 19. Februar 1122 schlug Papst Calixt II. Kaiser Heinrich vor, sich zu einigen. Nach einer Reichsversammlung – deren Ort die Quellen nicht nennen – antwortete Heinrich V. positiv auf dieses Angebot mit einem Schreiben, das Bischof Bruno von Speyer und Abt Erlolf des Klosters Fulda in Rom dem Papst übergaben. Dieser entsandte daraufhin drei Legaten, die zusammen mit Bischof Bruno und Abt Erlolf nach Deutschland zurückreisten: Bischof Lamberto Scannabecchi von Ostia, der spätere Papst Honorius II., Saxo von Anagni (Sassone di Anagni), Kardinalpriester von Santo Stefano Rotondo, und Kardinaldiakon Gregorio Papareschi di Guidoni von Sant’Angelo in Pescheria, der spätere Papst Innozenz II. Sie hatten auch ein Schreiben des Papstes an Erzbischof Adalbert von Mainz dabei, Führer der Opposition gegen den Kaiser, in dem der Erzbischof zu einer friedlichen Lösung des Konflikts aufgerufen wurde.
Die Reichsversammlung wurde zunächst für den 1. August 1122 nach Würzburg einberufen, wohin sich Geladene bereits begaben. Dort war es 1121 zur Doppelwahl des Bischofs gekommen: Die Anhänger der kaiserlichen Partei wählten Gebhard von Henneberg, seine Gegner Rugger zum Bischof von Würzburg. Gebhard hielt die Stadt besetzt, woraufhin Erzbischof Adalbert zusammen mit den eingetroffenen päpstlichen Legaten Bischof Rugger in der Abtei Münsterschwarzach weihte. Da die Stadt Würzburg sich weiter fest in der Hand der kaiserlichen Partei befand, war es für die Opposition unmöglich, sich auf Verhandlungen dort einzulassen. Daraufhin sagte Heinrich V. die geplante Reichsversammlung in Würzburg ab. Als Ersatztermin berief Kardinal Lamberto Scannabecchi ein Konzil zum 8. September 1122 nach Mainz ein. Da Mainz aber Sitz von Erzbischof Adalbert, einem Gegner des Kaisers, war, wurde der Tagungsort der Reichsversammlung – unter Beibehaltung des Termins – nach Worms verlegt, damit auch die kaiserliche Partei an den Verhandlungen teilnahm. Die Wahl von Worms als Tagungsort war also Teil eines Kompromisses, damit eine Reichsversammlung überhaupt zustande kam. Unter Heinrich V. fanden keine weiteren Reichsversammlungen in Worms statt.

## Reichsversammlung

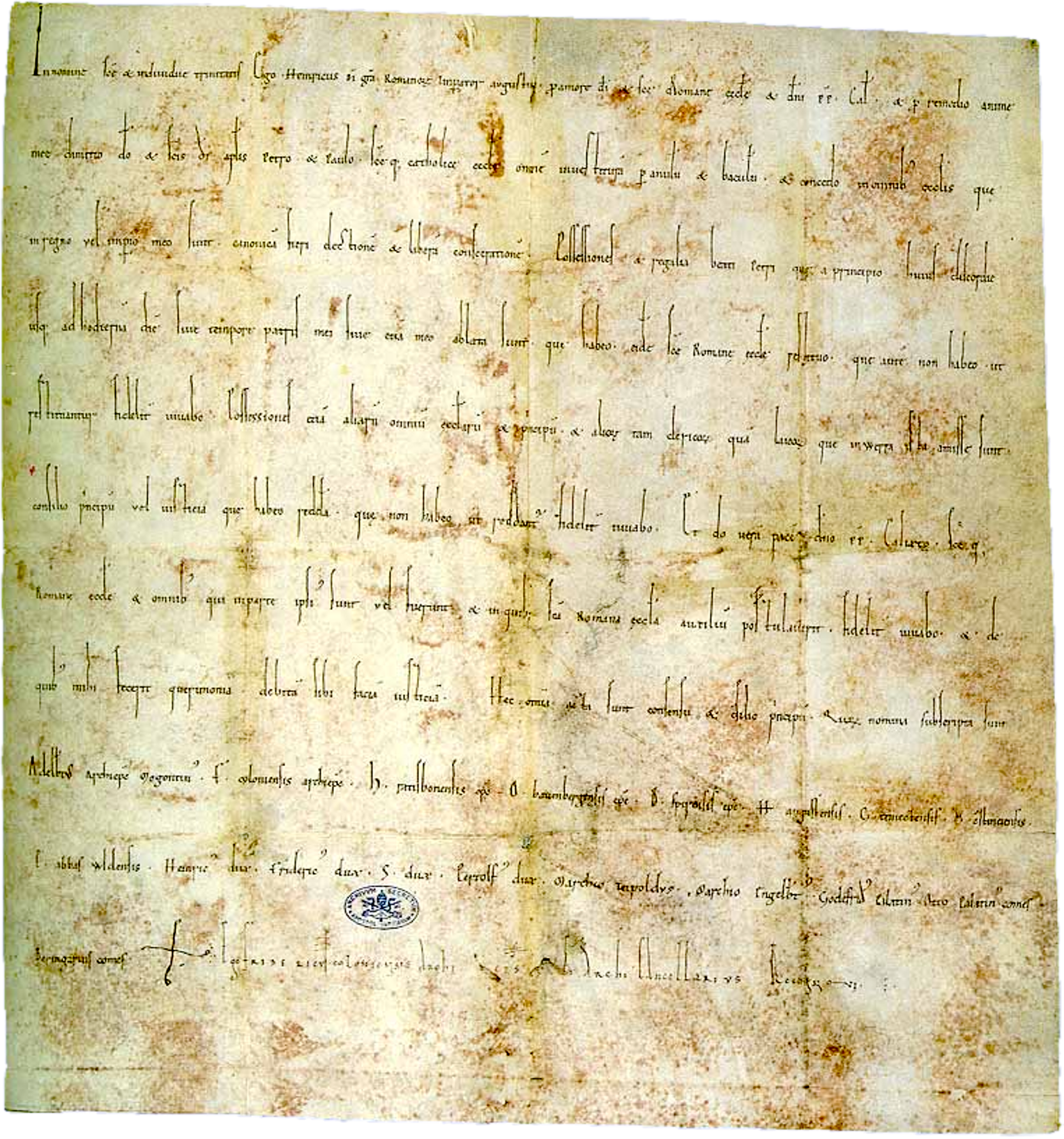
Die seitens des Kaisers für den Papst ausgestellte Urkunde des Wormser Konkordats

Die Verhandlungen dauerten etwa zwei Wochen. Der Kompromiss bestand darin, dass der Kaiser darauf verzichtete, neu gewählten Bischöfen Ring und Stab zu übergeben, die als Symbole für die geistliche Seite des Bischofsamtes gesehen wurden. Im Gegenzug erhielt der Kaiser (oder in der Praxis regelmäßig ein von ihm benannter Vertreter) das Recht, bei der Wahl deutscher Bischöfe oder Äbte anwesend zu sein. Der Kaiser übergab dem Gewählten die mit dem Amt verbundenen Regalien in der sogenannten Zepterleihe. Wie das tatsächlich vollzogen wurde, ist nicht bekannt. Während die Zepterleihe im deutschen Teil des Reichs vor der Weihe stattfand und damit Voraussetzung dafür war, dass eine Weihe stattfand, erfolgte das in Reichsitalien und Burgund nach Übergabe von Ring und Stab, wodurch der Einfluss des Kaisers auf die Einsetzung von Bischöfen dort stark gemindert wurde.
Dieser Kompromiss, das später so genannte „Wormser Konkordat“, besteht aus zwei Urkunden, einer mit den Zusagen des Kaisers an den Papst (Heinricianum) – diese Urkunde ist in den Vatikanischen Archiven erhalten. Eine zweite Urkunde übergaben die Legaten im Namen des Papstes dem Kaiser (Calixtinum). Diese ist nicht erhalten und nur durch Abschriften bekannt. Der Austausch der Urkunden erfolgte vor einer großen Volksmenge in einem Gelände mit der Bezeichnung „Lobwiese“ vor den Toren der Stadt Worms, das heute nicht mehr identifiziert werden kann. Bischof Lamberto Scannabecchi feierte nach dem Austausch der Urkunden dort eine Messe und reichte dabei Heinrich V. und seinen Anhängern auch die Kommunion, womit deren Exkommunikation aufgehoben war. Damit war die Versöhnung zwischen Papst und Kaiser auch öffentlich vollzogen.

## Teilnehmer
- König Heinrich V.
- Die drei päpstlichen Legaten
  - Bischof Lamberto Scannabecchi von Ostia
  - Kardinal Saxo von Anagni
  - Kardinal Gregorio Papareschi di Guidoni

Die Namen der Teilnehmer sind in dem Umfang bekannt, in dem sie in der Zeugenliste des erhaltenen Heinricianum auftreten:
- Erzbischof Adalbert von Mainz
- Erzbischof Friedrich von Köln
- Erzbischof Bruno von Trier (?)[10]
- Bischof Hartwig I. von Regensburg
- Bischof Otto von Bamberg
- Bischof Bruno von Speyer
- Bischof Hermann von Augsburg
- Bischof Godebold von Utrecht
- Bischof Ulrich I. von Konstanz
- Bischof Gebhard von Würzburg[11]
- Abt Erlolf von Fulda
- Herzog Heinrich IX. von Bayern[12]
- Herzog Friedrich II. von Schwaben
- Simon I. von Lothringen
- Herzog Berthold III. von Zähringen
- Konrad, Bruder des vorgenannten Herzogs Berchtold[13]
- Markgraf Diepold III. im Nordgau
- Markgraf Engelbert II. von Istrien
- Pfalzgraf Gottfried VI. von Antwerpen
- Pfalzgraf Otto V. von Baiern
- Graf Berengar I. von Sulzbach